# 牧野和夫
牧野 和夫（まきの かずお、1958年 - ）は、日本の弁護士、弁理士。琉球大学法科大学院兼任講師、関西学院大学法学部・商学部兼任講師、同志社大学商学部兼任講師。

## 経歴
東京都品川区出身。1981年、早稲田大学法学部卒業。ジョージタウン大学ロースクール法学修士課程修了、米国弁護士登録（ミシガン州）。いすゞ自動車法務部課長、Apple Computer株式会社法務部長に従事。早稲田大学大学院（国際情報通信研究科）、関西学院大学大学院（MBA）、関西学院大学商学部・法学部、明治学院大学法学部、駒澤大学法学部、各講師を経て、2000年国士舘大学法学部・同法学研究科助教授、2002同教授、2004年尚美学園大学大学院総合政策研究科客員教授、2005年大宮法科大学院大学教授、2005年東京理科大学大学院研究科知的財産戦略専攻客員教授、英国ウェールズ大学経営大学院MBA（日本語）プログラム（企業リスクマネジメント）教授を兼任。2010年大宮法科大学院大学客員教授。内閣司法制度改革推進本部法曹養成検討委員を務めた。芝綜合法律事務所顧問。

## 著書
- 『「法律英語」ハンドブック』プロスパー企画 明文図書 (発売) 1999
- 『電子商取引法とビジネスモデル特許 インターネット上の契約と知的財産の法律常識』プロスパー企画 2000
- 『IT革命と現代企業法務入門』敬文堂 2001
- 『ネットビジネスの法律知識』日本経済新聞社 日経文庫 2001
- 『情報知的財産権 「IT時代」の経営資産をいかに守るか』日本経済新聞社 2003
- 『インターネットの法律相談』学陽書房 2003
- 『「法律英語」入門』プロスパー企画 2004
- 『個人情報保護法ハンドブック 50のQ&Aでわかる企業対応!』学陽書房 2005
- 『知的財産法講義』税務経理協会 2007
- 『ビジネス・法律英語の基礎知識 ロースクール&MBAで成功するために』税務経理協会 2008
- 『英文契約書の基礎と実務 知識ゼロから取引交渉のプロを目指す』DHC 2009
- 『アメリカ特許訴訟実務入門 基礎から最新判例まで学ぶ』税務経理協会 2009
- 『やさしくわかる英文契約書 ポイント詳解!』日本実業出版社 2009
- 『初めての人のための契約書の実務 読み方・作り方・交渉の考え方』中央経済社 2013
- 『初めての人のためのビジネス著作権法』中央経済社　2017

### 共著・編著
- 『判例国際インターネット法 サイバースペースにおける法律常識』平野晋共著　プロスパー企画 明文図書 (発売) 1998
- 『企業法務全集 金融法務』大矢息生,長谷川俊明共著　税務経理協会 2000
- 『総解説ビジネスモデル特許 ネット経済の新たな脅威』シドニー・ハント・ウィークス,河村寛治共著　日本経済新聞社 2000
- 『ネット・トラブルから身を守る本 プライバシー、ショッピング、ホームページ……快適ネットライフのための法律相談』平野晋,雨宮由明共著　ロングセラーズ 「ムック」の本　2000
- 『遺伝子ビジネスの特許戦略』編著　中央経済社 2002
- 『国際取引法と契約実務』河村寛治,飯田浩司共著　中央経済社、2003年：ISBN 4502904503
- 『2ちゃんねるで学ぶ著作権』西村博之共著　アスキー、2006年
- 『最先端　知的財産権キーワード事典』プロスパー企画、2003年：ISBN 4938695820
- 『知的財産法判例ダイジェスト』編著　税務経理協会 2010

### 翻訳
- トニ・M・ファイン『入門アメリカ法制度と訴訟実務』レクシスネクシス・ジャパン 雄松堂出版 (発売) 2007
- マーシャル・A・リーファー『アメリカ著作権法』レクシスネクシス・ジャパン 雄松堂出版 (発売) 2008